# Semiothisa armigerata
Semiothisa armigerata là một loài bướm đêm trong họ Geometridae.